# Лелянова, Лариса Олеговна
 Лари́са Оле́говна Леля́нова  (29 июня 1956, Вышний Волочёк, РСФСР, СССР — 13 марта 2011, Пермь, Россия) — российский театральный режиссёр, Заслуженный деятель искусств Российской Федерации (2004)

## Биография
Лариса Лелянова родилась в Вышнем волочке Калининской области в семье артиста Олега Лелянова и Клавдии Леляновой. Училась на филологическом факультете Калининского Государственного Университета, затем роступила на режиссёрский факультет ЛГИТМиКа. В Ленинграде она знакомится с Борисом Гребенщиковым, который становится её другом и автором музыки и песен к некоторым её спектаклям.
Получив диплом, Лариса Лелянова работала в театрах Москвы, Свердловска, Вологды, в Грозном в Русском драматическом театре и в Дагестанском Русском театре им. М. Горького в Махачкале. С 1988 г. — художественный руководитель театров-студий «Вираж» (г. Махачкала) и «Сивцев Вражек» (г. Москва).
С 1992 г. — режиссёр, а потом и художественный руководитель в Тверском ТЮЗе. Здесь она поставила в общей сложности 17 спектаклей, среди которых — «Самоубийца» Н. Эрдмана, «Русалочка» Х. К. Андерсена, «Преступление и наказание» Ф. Достоевского и др. Благодаря Леляновой театр вышел на всероссийский уровень, стал участником многих международных фестивалей, а его актёры стали настоящими звёздами.
В 2005 г. из-за конфликта с труппой, некоторые актёры которой в 1997 г. устроили голодовку в пользу назначения Леляновой художественным руководителем, Лариса Олеговна переходит в Томский областной театр юного зрителя на должность главного режиссёра.
С 2007 г. — главный режиссёр Ростовского областного академического молодёжного театра, где поставила спектакли «Я — Ротшильд» по роману Ф. Достоевского «Подросток», «Мелкий бес» Ф. Сологуба и др.
В последнее время Лариса Лелянова ставила спектакль «Васса Железнова» по произведению М. Горького в Лысьвенском драматическом театре (Пермский край). На одной из репетиций ей стало плохо. Несмотря ни на что она поставила спектакль, после которого была госпитализирована с диагнозом инсульт. Несколько дней Лелянова находилась в коме, врачи подключили её к аппарату искусственного дыхания. После выхода Ларисы из комы доктора Лысьвенской больницы приняли решение перевезти её в Пермь. В Пермской областной больнице ей были проведены две операции по удалению аневризмы, последнюю из которых она не перенесла. 13 марта 2011 г. Лариса Олеговна скончалась. Прощание с режиссёром проходило в фойе Тверского ТЮЗа и 19 марта 2011 г. её тело было предано земле на старом Дмитрово-Черкасском кладбище Твери.
Лариса трижды была замужем, от второго брака у неё остался сын. Её вдовец Николай Черныш не перенёс смерти Ларисы и скончался на следующий день после похорон жены от сердечного приступа. Его тело было погребено рядом с могилой Ларисы Олеговны 22 марта 2011 г.

## Творчество

### Махачкалинский Государственный Драматический театр им. Горького(1986—1988)
- «Театральные пародии» (Из сборника пародий конца XIX начала XX веков)
- «Маленькие голландцы» (А. Кучаев)
- «Хрустальный башмачок» (с. Прокофьева, Г. Сапгир)

### Махачкалинский театр-студия «Вираж» (1988—1990)
- «Пыль театральная» (театральные пародии из русской и зарубежной классической литературы)
- «Колобок» (мюзикл для детей на основе русских народных сказок)
- «Марат-Сад» (рок-опера по пьесе П. Вайса)
- «Полтергейст» (мюзикл на основе русской и зарубежной литературы)

### Московский театр-студия «Сивцев Вражек» (1990—1991)
- «Шляпа сэра Шито-Крыто» (Е. Клюев по мотивам поэзии Эдварда Лира)

### Тверской областной театр юного зрителя(1992—2005)
- «Тайна Замка Ужасов» (Г. Сапгир, Ю. Табак)
- «По зелёным холмам океана» (Сергей Козлов)
- «Звездопад» (Лариса Лелянова)
- «Самоубийца» (Николай Эрдман)
- «Преступление и наказание» (Фёдор Достоевский)
- «Свои люди — сочтемся» (Александр Островский)
- «Трёхгрошовая опера» (Бертольт Брехт)
- «Русалочка» (Х. К. Андерсен)
- «Кабала святош» (Михаил Булгаков)
- «Чума на оба ваши дома» (Григорий Горин)
- «Всё о`кей» (Михаил Бартенев)
- «Прыгучий Мышонок» (Иван Иванов)
- «Проделки Шапокляк и сюрпризы Голливуда» (Лариса Лелянова)
- «Начнём всё с радости» (Лариса Лелянова)
- «В гостях у Золушки» (Лариса Лелянова)
- «Папа, папа, бедный папа, ты не вылезешь из шкапа, ты повешен нашей мамой между платьем и пижамой» (Артур Копит)

### Томский областной театр юного зрителя (2005—2007)
- «С днем рождения, Ванда Джун!» (Курт Воннегут)
- «Калека с острова Инишмаан» (Мартин МакДонах)
- «Извините, что я вас любил (убил)» (Гарольд Пинтер)
- «Самоубийца» (Николай Эрдман)

### Ростовский областной академический молодёжный театр(2007—2011)
- «Я — Ротшильд» (по роману «Подросток» Фёдора Достоевского)
- «Мелкий бес» (Фёдор Сологуб)
- «Всё о`кей» (Михаил Бартенев)
- «Калека с острова Инишмаан» (Мартин МакДонах)
- «Фотокарточка у сердца» (Лариса Лелянова)
- «Новогодний переполох»
- «Новогодний переполох — 2» (Лариса Лелянова)
- «Vivat, Молодёжный!»
- «Крик за сценой»
- «Почетный гражданин кулис» (по переписке Антона Чехова с друзьями)
- «Необычайные приключения Тома С. и К»

### Лысьвенский муниципальный театр драмы имени А. А. Савина (2011)
«Васса Железнова» (Максим Горький)

## Награды
2004 — Заслуженный деятель искусств Российской Федерации